# 邊界流

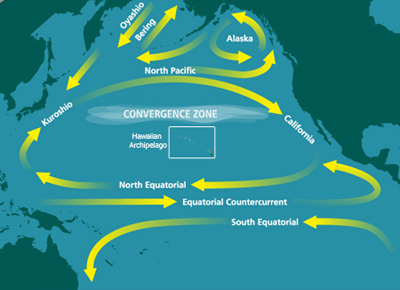
與北太平洋環流有關的主要洋流

邊界流（英語：Boundary Current）是指在大陸邊緣的洋流，因此其動力受海岸線的影響。边界流可分為兩個不同的類別：西部邊界流和東部邊界流。

## 東部邊界流
東部邊界流位於大洋盆地的東側（毗鄰大陸的西海岸），其特性一般較淺、較寬而且流動緩慢。位於副熱帶的東部邊界洋流是向赤道流動的，把冷水從高緯度地區輸送到低緯度地區。本格拉洋流、加那利洋流、 秘魯涼流 和加利福尼亞洋流（英語：California Current）等均屬于東部邊界流。在這些地區的沿岸上升流，經常把富含海鲜的深水帶入東部邊界洋流區，使其成為海產豐富區域。

## 西部邊界流
西部邊界流则分為亞熱帶和低緯度西部邊界流兩種洋流。亞熱帶西部邊界洋流是由於大環流的西環強化（英語：Western intensification）作用的，而在洋盆西側形成的溫暖、深、窄和快速流動的洋流，它們從熱帶向極地方向運送溫水。墨西哥灣流、阿古拉斯洋流和黑潮等均屬此種西部邊界流。低緯度西部邊界流類似於亞熱帶西部邊界流，但將冷水從亞熱帶流向赤道方向。棉蘭老島洋流（英語：Mindanao Current）和巴西北部洋流（英語：North Brazil Current）等也屬于此種西部邊界流。。